# Cloroplasto

Esboço da estrutura de um cloroplasto.

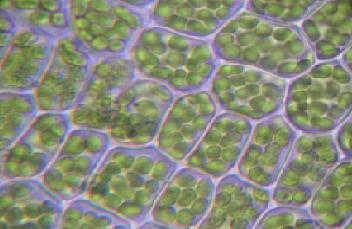
Células vegetais apresentando cloroplastos.

Cloroplasto é uma organela presente nas células das plantas e outros organismos fotossintetizadores, como as algas e alguns protistas. Possui clorofila, pigmento responsável pela sua cor verde. É um dos três tipos de plastos pigmentados, ou cromoplasto, sendo os outros dois os cromoplastos e os leucoplastos. Os plastídeos não pigmentados são chamados leucoplastos, podendo ser amiloplastos (armazenam amido), oleoplastos (armazenam lipídeos), ou proteoplastos (armazenam proteínas). Há uma interconversão entre os tipos de plastídeos. Isto ocorre no esverdeamento dos tubérculos de batatinha expostos à luz, onde os amiloplastos se diferenciam em cloroplastos. Os diferentes tipos de plastídeos se diferenciam a partir de proplastídeos, presentes em células meristemáticas.
Cloroplasto é a organela onde se realiza a fotossíntese. Os cloroplastos distinguem-se bem dos restantes organelos da célula, quer pela cor, quer pela sua estrutura, geralmente laminar, possuem RNA, DNA e ribossomas, podendo assim sintetizar proteínas e multiplicar-se.
No seu interior apresenta um líquido semelhante ao que preenche as mitocôndrias, o estroma. O sistema de membranas onde se encontra a clorofila encontra-se organizado em tilacóides, agrupados em grana.
A fotossíntese típica dos cloroplastos também é realizada por algumas bactérias, as cianobactérias, o que é considerado como uma das evidências nas quais se baseia a teoria endossimbiótica de origem dos cloroplastos. Segundo esta teoria, os cloroplastos teriam se originado de uma cianobactéria ancestral vivendo em simbiose dentro da célula eucariótica precursora. Essa teoria também é empregada para explicar a origem das mitocôndrias.

## Estrutura
Os cloroplastos possuem nas suas delimitações duas membranas lipoproteicas. A membrana externa é lisa, enquanto a interna é composta por várias dobras voltadas para o interior do cloroplasto, formando os tilacoides e as lamelas.
Na membrana interna dos cloroplastos estão os fotossistemas com várias moléculas de clorofila dispostas de maneira a formar uma espécie de antena, que capta a luz. Os fotossistemas possuem outras substâncias além da clorofila que também participam da fotossíntese.
Os fotossistemas são de dois tipos:
- Fotossistema I - P700: É o responsável pela produção de NADH. O fotossistema I recebe elétrons provenientes da cadeia transportadora de elétrons e os direciona até a clorofila que absorve luz no comprimento de 700 nanômetros.
- Fotossistema II - P680: Nesse fotossistema ocorre a quebra da água, também chamada de fotólise da água, ou ainda, reação de Hill. Cada molécula de água produz dois prótons H+ e dois elétrons não excitados que são direcionados para o centro de reação do fotossistema, para um melhor aproveitamento da energia utilizada.